# Ameiva vittata
Ameiva vittata är en ödleart som beskrevs av  George Albert Boulenger 1902. Ameiva vittata ingår i släktet Ameiva och familjen tejuödlor. IUCN kategoriserar arten globalt som akut hotad. Inga underarter finns listade i Catalogue of Life.